# Liste der kaiserlichen Generale der Frühen Neuzeit/T
Legende: * geboren | ~ getauft | † gestorben | ⚔ gefallen | Zu den Rangbezeichnungen siehe auch Generalsränge auf der Startseite.
- Felix Graf von Taaffe

* um 1679 ? † 2. Februar 1747 ?. Laufbahn: 27. Februar 1734 Generalfeldwachtmeister
- Francis Taaffe, 4. Viscount Taaffe, 3. Earl of Carlingford

* 1639 † 31. Juli 1704. Laufbahn: 27. Juli 1682 Generalfeldwachtmeister, 5. September 1685 Feldmarschalleutnant, 20. Dezember 1687 General der Kavallerie, 13. Mai 1694 Feldmarschall
- Franz Xaver Graf von Taaffe

* 1. Januar 1738 † 1803. Laufbahn: 1773 Generalmajor ?
- Nikolaus Graf von Taaffe, 6. Viscount Taaffe

* 1677 † 30. Dezember 1769. Laufbahn: 11. Februar 1739 Generalfeldwachtmeister, 2. Juli 1752 Feldmarschalleutnant
- Ignaz von Tallián de Vizek

* ? † ?. Laufbahn: 5. August 1751 Generalfeldwachtmeister
- Luigi Marchese di Tanna

† 1736 ?. Laufbahn: 11. Januar 1717 Generalfeldwachtmeister
- Pierre Guérin Marquis de Tarnault

* ? † ?. Laufbahn: 1693 französischer Maréchal de camp; 31. März 1710 kaiserlicher Generalfeldwachtmeister, 4. Oktober 1723 Feldmarschalleutnant
- Carlo Tasso

* ? † ?. Laufbahn: 15. April 1679 Generalfeldwachtmeister (Titel)
- Georg Ignaz Erasmus Graf von Tattenbach und Rheinstein

† 1734 ?. Laufbahn: 14. September 1702 kurbayerischer Generalwagenmeister; 1. Februar 1705 kaiserlicher Generalfeldwachtmeister, 1710 spanisch-habsburgischer Feldmarschalleutnant, 1. Oktober 1723 kaiserlicher Feldzeugmeister
- Peter Paul Antonius Johannes Nepomuk Joseph Maximilian Freiherr Taxis von Bordogna und Valnigra

* 11. Mai 1763 † 20. Februar 1829. Laufbahn: 26. Dezember 1813 Generalmajor
- Engelbert Joseph Freiherr von Taye, Marquis von Wemmel

† 1711. Laufbahn: 10. Juli 1709 Generalfeldwachtmeister
- Johann Kasimir Frhr. von Tedtwin

* ? † ?. Laufbahn: 15. Juli 1688 Generalfeldwachtmeister (Titel)
- Adam Graf Teleki von Szék

* 1. August 1703 † 7. Oktober 1769. Laufbahn: 29. August 1751 Generalfeldwachtmeister
- Samuel Graf Teleki von Szék

* 1710 † 1783. Laufbahn: 23. August 1751 Generalfeldwachtmeister
- Johann Nikolaus Ternyey von Kis-Ternye

† 31. März 1795. Laufbahn: 10. April 1783 mit Rang vom 10. Februar 1783 Generalmajor
- Michael Joseph Ternyey von Kis-Ternye

† 2. März 1803. Laufbahn: 1. Mai 1795 mit Rang vom 10. März 1794 Generalmajor, 1797 im Ruhestand
- Peter Tersich von Kadosich

† 22. Dezember 1806. 21. August 1796 mit Rang vom 6. April 1794 Generalmajor, 1805 im Ruhestand
- Joseph Freiherr von Terzi

† 22. August 1773. Laufbahn: 3. November 1741 Generalfeldwachtmeister, 1754 mit Rang vom 10. Juli 1752 Feldmarschalleutnant
- Ludwig Freiherr von Terzi

* 18. Juni 1730 † 8. Februar 1800. Laufbahn: 25. April 1775 mit Rang vom 20. November 1770 Generalmajor, 15. Februar 1786 mit Rang vom 11. Februar 1786 Feldmarschalleutnant, 12. Januar 1797 mit Rang vom 28. April 1794 Feldzeugmeister
- Johann Maximilian Freiherr von Tieffenbach zu Teuffenbach

* 21. Februar 1676 † 16. Februar 1739. Laufbahn: 18. Januar 1726 Generalfeldwachtmeister
- Rudolf Freiherr von Teuffenbach

* 26. November 1582 † 4. März 1653. Laufbahn: 1613 Kreisobrist jenseits der Donau und der Bergstädte; 10. März 1619 Generalfeldwachtmeister, 28. Oktober 1619 Feldzeugmeister, 19. Oktober 1627 dito, 5. Februar 1631 Feldmarschall
- Konrad von Thelen

* ? † ?. Laufbahn: 1. September 1805 mit Rang vom 14. Februar 1804 Generalmajor, 1805 im Ruhestand, 1806 kassiert
- Joseph Theumern von Neckersfeld

† 23. September 1819. Laufbahn: 18. Mai 1809 Generalmajor, 7. Oktober 1815 im Ruhestand
- Johann Georg Graf von Thim von Werthenfeld und Engelschein

* ... † .... Laufbahn: 13. Juni 1687 Generalfeldwachtmeister, 8. Juli 1692 Feldmarschalleutnant
- Johann Ludwig Ritter von Thierry

* 19. März 1753 † 1. Februar 1810. Laufbahn: 12. Februar 1809 Generalmajor
- Thomerot

† 1787. Laufbahn: 10. April 1783 mit Rang vom 6. Februar 1783 Generalmajor
- Charles-Emmanuel Chevalier Thoricourt de la Marlière

* ? † ?. Laufbahn: 3. Januar 1760 mit Rang vom 4. Dezember 1758 Generalfeldwachtmeister
- Jacques Thouvenot

* 20. Januar 1753 † 31. März 1810. Laufbahn: 19. November 1792 französischer Maréchal de camp; März 1804 mit Rang vom 14. März 1804 k.k. Generalmajor
- Franz Sigmund Graf von Thun

* 1. September  (11. ?) 1639 † 3. Mai 1702. Laufbahn: Generalkapitän der MO-Galeeren; 3. Dezember 1695 kaiserlicher Feldmarschalleutnant, 18. Mai 1697 Feldmarschall
- Karl Freiherr von Thünefeld

† 28. April 1807. Laufbahn: 7. November 1806 mit Rang vom 22. Mai 1805 Generalmajor (Charakter) ehrenhalber und im Ruhestand
- Adam Sigismund Freiherr von Thüngen

* 1687 ⚔ 4. Juni 1745 bei Hohenfriedberg. Laufbahn: 22. Februar 1732 Gouverneur von Luxemburg (bis 5. Mai  1733), 20. Dezember 1733 Generalfeldwachtmeister, 16. Juni 1734 Feldmarschalleutnant, 31. März 1741 Feldzeugmeister
- Friedrich Wilhelm Freiherr von Thüngen

* 28. November 1733 † 23. Februar 1793. Laufbahn: 18. Juni 1789 mit Rang vom 9. Juni 1789 Generalmajor
- Johann Karl Graf von Thüngen

* 3./5. Februar 1648 † 8. Oktober 1709. Laufbahn: 23. Juni 1683 bambergisch-würzburgischer Generalwagenmeister, 19. Juli 1683 fränkischer Generalwagenmeister, Nov. 1688 Feldmarschalleutnant; 14. Oktober 1684 kaiserlicher Generalfeldwachtmeister, 4. Oktober 1688 Feldmarschalleutnant, 23. Mai 1692 Feldzeugmeister, 9. Juni 1696 Feldmarschall; 12. Januar 1690 mainz. Feldzeugmeister, 2. Januar 1696 Feldmarschall; 11. März 1704 Reichs-Feldzeugmeister
- Joseph Johann Nepomuk Ivan Franz de Paula Cajetan Valentin Graf von Thun-Hohenstein, Wenzel

* 6. Februar 1737 † 15. Dezember 1796. Laufbahn: 27. Februar 1778 Generalmajor, 16. Januar 1790 mit Rang vom 2. April 1789 Feldmarschalleutnant
- Franz Joseph Theophil Wilhelm Agapet Kajetan Graf von Thürheim

* 18. August 1740 † 3. Mai 1824. Laufbahn: 15. Mai 1784 mit Rang vom 21. Juni 1784 Generalmajor
- Franz Ludwig Reichsgraf von Thürheim

* 27. Juni 1710 † 10. Juni 1782. Laufbahn: 22. Januar 1744 Generalfeldwachtmeister, 1754 mit Rang vom 25. Juli 1752 Feldmarschalleutnant, 23. April 1763 mit Rang vom 2. September 1757 Feldzeugmeister, 18. März 1778 mit Rang vom 1. Juni 1766 Feldmarschall
- Franz Sebastian Graf von Thürheim

* 2. Februar 1665 † 10. April 1726. Laufbahn: 27. September 1701 Generalfeldwachtmeister, 16. Mai 1704 Feldmarschalleutnant, 20. März 1708 Feldzeugmeister, 3. Mai 1717 Feldmarschall
- Christian Egon Adam Joseph Prinz von Thurn und Taxis

* 10. März 1708 (8. Oktober 1709/10 ?) † 20. März 1745. Laufbahn: 16. Januar 1741 Generalfeldwachtmeister
- Iñigo Lamoral Graf von Thurn und Taxis

* 6. November 1653 † 1. Oktober 1713. Laufbahn: 16. Juli 1694 kurbayerischer Feldmarschalleutnant; 4. November 1702 kaiserlicher Feldmarschalleutnant, 30. Mai 1704 General der Kavallerie
- Maximilian Emanuel Joseph Graf von Thurn und Taxis

* 7. Juni 1680 † 8. August 1747. Laufbahn: 12. Juli 1726 Generalfeldwachtmeister; 9. August 1743 kurpfälzischer General der Kavallerie
- Maximilian Joseph Prinz von Thurn und Taxis

* 28. Mai 1769 † 15. Mai 1831. Laufbahn: kurbayrischer Generalmajor, 24. Juli 1800 mit Rang vom 25. Juli 1800 Generalmajor (Charakter) und quittiert
- Franz Graf von Thurn und Valsassina

* 13. November 1718 † 9. Februar 1766. Laufbahn: 6. Juni 1758 Generalfeldwachtmeister, 9. Dezember 1762 Feldmarschalleutnant
- Johann Maximilian Graf von Thurn und Valsássina

* 1645 † 1711 ?. Laufbahn: 26. Januar 1688 Generalfeldwachtmeister, 21. Februar 1688 Feldmarschalleutnant (Titel)
- Johann Philipp Jakob Graf von Thurn und Valsássina

* 21. Dezember 1639 † 18. Mai 1704. Laufbahn: 31. August 1683 Generalfeldwachtmeister, 4. April 1686 Feldmarschalleutnant
- Raimund Bonifaz Graf von Thurn und Valsássina

* 16. Mai 1638 † 6. September 1714. Laufbahn: kurbayerischer Feldmarschalleutnant; 1684 Generalfeldwachtmeister (Titel); 5. April  (11. ?) 1705 Feldmarschalleutnant
- Anton Maria Joseph Graf von Thurn-Valsassina

* 19. September 1723 † 25. Januar 1806. Laufbahn: 8. Mai 1765 Generalfeldwachtmeister, 4. März 1767 Feldmarschalleutnant, 26. April 1792 Feldzeugmeister
- Eugen Franz Graf von Thurn-Valsassina

* 1725 † 1805. Laufbahn: 8. Mai 1779 mit Rang vom 1. Mai 1779 Generalmajor
- Franz Maria Ulrich Graf von Thurn-Valsássina

* 1691 † 30. Mai 1741. Laufbahn: 13. Oktober 1739 Generalfeldwachtmeister
- Franz Xaver Joseph Graf von Thurn-Valsassina

* 26. Januar 1748 ⚔ vor Giurgevo 8. Juni 1790. Laufbahn: 14. November 1788 mit Rang vom 24. November 1788 Generalmajor
- Joseph Anton Johann Nepomuk Vincenz Graf von Thurn-Valsassina

* 9. April 1760 † 13. Juli 1831. Laufbahn: 11. Januar 1791 Generalmajor; 1791 in napoleonischen Diensten
- Georg Graf von Thurn-Valsassina[1]

* 3. Januar 1788; † 9. Februar 1866: Feldmarschalleutnant, Feldzeugmeister
- Rudolf von Tiefenbach

* 1582 † 1653. Laufbahn: 1619 Generalwachtmeister, 1631 Feldmarschall
- Ferdinand Graf von Tige

* 21. September 1722 † 22. September 1811. Laufbahn: 1. Mai 1773 mit Rang vom 12. Februar 1770 Generalmajor, 15. Mai 1784 mit Rang vom 7. Mai 1784 Feldmarschalleutnant, 26. Dezember 1789 mit Rang vom 22. Dezember 1789 General der Kavallerie, 22. Februar 1808 im Ruhestand
- Franz Graf von Tige

† 15. November 1816. Laufbahn: 1806 mit Rang vom 20. April 1805 Generalmajor
- Johann Karl Graf von Tige

~ 29. November 1662 † 14. September 1729. Laufbahn: 4. Mai 1707 Generalfeldwachtmeister, 15. Mai 1716 Feldmarschalleutnant, 14. Oktober 1723 General der Kavallerie
- Johann Anton Freiherr von Tillier

* 1722 † 21. Februar 1761. Laufbahn: 6. März 1758 Generalfeldwachtmeister, 17. Februar 1760 Feldmarschalleutnant
- Johann Franz I. Freiherr von Tillier

* 1662 † 29. März 1739. Laufbahn: 8. Juni 1716 Generalfeldwachtmeister, 2. November 1723 Feldmarschalleutnant
- Joseph Maximilian Freiherr von Tillier

* 1726 † 7. Oktober 1788. Laufbahn: 19. Januar 1771 mit Rang vom 2. September 1759 Generalmajor, 1. Mai 1773 mit Rang vom 15. März 1773 Feldmarschalleutnant, 19. Oktober 1776 im Ruhestand
- Claudius Friedrich T’Serclaes, Graf von Tilly

* Juli 1648 † 10. April 1723. Laufbahn: 24. März 1691 niederländischer Generalmajor, 25. Oktober 1694 Generalleutnant, 11. April 1704 General der Kavallerie; 10. August 1701 kaiserlicher Feldmarschalleutnant
- Johann T’Serclaes, Graf von Tilly

* Febr. 1559 † 30. April 1632 (verw. Rain am Lech). Laufbahn: 1601 Generalfeldwachtmeister, 1602 und 20. August 1603 dito, 1604 Feldzeugmeister, 1. Oktober  (?) 1605 Feldmarschall, 3. Juni 1610 ligistischer Generalleutnant; 8. November 1630 kaiserlicher Generalleutnant
- Bartholomäus Freiherr Beta (Beda) von Toldo

† 1719. Laufbahn: 14. April 1708 Generalfeldwachtmeister, 17. Mai 1716 Feldmarschalleutnant
- Franz Freiherr von Tomassich

* 2. Oktober  (3. Dezember  ?) 1761 † 12. August 1831. Laufbahn: 22. August 1809 Generalmajor, 8. August 1814 Feldmarschalleutnant
- Arnold Franz Freiherr von Tornaco

* 5. Juni 1696 † 16. April 1766. Laufbahn: 3. Juni 1740 Generalfeldwachtmeister, 7. Oktober 1745 Feldmarschalleutnant, 12. Juni 1754 mit Rang vom 6. Dezember 1748 Feldzeugmeister
- Alexander Török von Szendrő

14. Februar 1809 † 24. Februar 1868: 17. Mai 1854 Feldmarschalleutnant
- Johann Andreas Freiherr von Török

* 1723 † 11. Oktober 1793. Laufbahn: 2. Juli 1763 mit Rang vom 11. Mai 1759 Generalfeldwachtmeister, 25. April 1775 mit Rang vom 4. Juli 1767 Feldmarschalleutnant
- Ignaz von Törring

* 1682 † 1763. Laufbahn: 1741 kurbayerischer Feldmarschall, 1742–1745 kaiserlich (bayerisch)
- Hippolyte-Jean-René Marquis de Toulongeon

* 7. September 1739 † 2. Oktober 1794. Laufbahn: 5. Dezember 1781 französischer Maréchal de camp, 30. Juni 1791 Generalleutnant; 28. August 1792 k.k. Feldmarschalleutnant
- Adam Erdmann Graf Trčka von Lípa

* um 1599 † (erm.) 25. Februar 1634. Laufbahn: 19. Oktober 1632 Feldmarschalleutnant, Jan. 1634 General der Kavallerie (unbestät.)
- Werner Freiherr von Trapp

* 21. Dezember 1773 † 31. Oktober 1842. Laufbahn: 26. Juli 1813 Generalmajor, 21. März 1827 Feldmarschalleutnant, 11. Juni 1841 Feldzeugmeister
- Adam Ernst Julius Graf von Abensperg und Traun

* 26. März 1608 † 18. November 1668. Laufbahn: 17. März 1643 ? Generalfeldwachtmeister, 24. Februar 1654 Feldzeugmeister
- Adam Sigmund von Abensperg und Traun

* 25. August 1593 † 22. September  (11. ?) 1632. Laufbahn: 29. Dezember 1631 Generalfeldwachtmeister
- Julius Johannes Wilhelm Graf von Abensperg und Traun

* 18. Mai 1670 † 15. Januar 1739. Laufbahn: 7. März 1726 Generalfeldwachtmeister
- Otto Ferdinand Graf von Abensperg und Traun

* 27. August 1677 † 18. Februar 1748. Laufbahn: 14. Oktober 1723 Generalfeldwachtmeister, 8. November 1733 Feldmarschalleutnant, 25. April 1735 Feldzeugmeister, 9. April 1741 Feldmarschall
- Johann Karl Joseph Graf von Trautson

* 27. April 1684 † 18. Mai 1729. Laufbahn: 29. Oktober 1723 Generalfeldwachtmeister
- Leopold Freiherr von Trauttenberg

* 15. Juli 1761 † 3. Januar 1814. Laufbahn: 1. September 1807 mit Rang vom 5. August 1805 Generalmajor, 13. Dezember 1811 Feldmarschalleutnant
- Ferdinand Ernst Graf von Trauttmansdorff

* 15. Januar 1637 † 24. Februar 1692. Laufbahn: 23. April 1684 Generalfeldwachtmeister
- Franz Johann Karl Graf von Trauttmansdorff

* 11. Januar 1709 † 6. Juni 1786. Laufbahn: 21. August 1751 Generalfeldwachtmeister, 27. Juni 1757 Feldmarschalleutnant
- Sigmund Joachim Graf von Trauttmansdorff

* 1636/41 † 1. April 1706. Laufbahn: 10. Februar 1686 Generalfeldwachtmeister, 25. April 1692 Feldmarschalleutnant (Titel), 1. Juli 1692 Feldmarschalleutnant, 1697 General der Kavallerie Titel, 25. September 1701 General der Kavallerie, 15. März 1705 Feldmarschall; kursächsischer, 1692 venezianischer General
- Joseph Friedrich Ghilain Freiherr von der Trenck

* 30. Oktober 1766 † 9. März 1835. Laufbahn: 26. Dezember 1813 Generalmajor, 1. April 1830 Feldmarschalleutnant, 30. März 1833 im Ruhestand
- Antonio Gaetano Teodoro, Fürst von Misocchi Trivulzio, genannt Galli

† 28. Juli 1707. Laufbahn: 24. Februar 1682 Generalfeldwachtmeister (Titel), 14. Dezember 1682 Generalfeldwachtmeister
- Don Antonio Ptolemeo, Fürst von Misocchi Trivulzio, genannt Galli

* 22. Mai 1692 † 29. Dezember 1767. Laufbahn: 26. November 1733 Generalfeldwachtmeister, 1. August 1741 Feldmarschalleutnant, 1754 mit Rang vom 14. November 1748 General der Kavallerie
- Wilhelm Freiherr Truchseß von Rheinfelden

† 8. Dezember 1810. Laufbahn: 16. Januar 1790 mit Rang vom 3. November 1790 Generalmajor
- Johann Anselm Graf Truchseß von Wetzhausen

* 1605 † 1647. Laufbahn: 10. Oktober 1636 Feldzeugmeister
- Freiherr Veit Heinrich Truchseß von Wetzhausen

* 29. Februar 1644 † 15. November 1710. Laufbahn: 24. Dezember 1691 Generalfeldwachtmeister, 14. Januar 1695 Feldmarschalleutnant, 30. Juli 1708 General der Kavallerie
- Freiherr von Trzebinski

† 1755. Laufbahn: 18. November 1745 Generalfeldwachtmeister
- Karl Emanuel Tschammer von Bortwitz

† 22. November 1785. Laufbahn: 4. November 1767 mit Rang vom 10. August 1759 Generalfeldwachtmeister
- Georg Freiherr von Tunderfeldt

* 10. September 1668 † 1748. Laufbahn: 20. Mai 1713 Generalfeldwachtmeister, 22. Oktober 1733 Feldmarschalleutnant
- Joseph Anton von Turatti[2]

* ? † ?. Laufbahn: 19. Januar 1771 mit Rang vom 6. Oktober 1759 Generalmajor
- Karl Freiherr von Türckheim

* 1743 † 13. Dezember 1798. Laufbahn: 18. Juni 1789 mit Rang vom 8. Juni 1789 Generalmajor, 4. März 1796 mit Rang vom 8. März 1794 Feldmarschalleutnant